# Maculinea impuncta
Maculinea impuncta är en fjärilsart som beskrevs av Courvoisier 1903. Maculinea impuncta ingår i släktet Maculinea och familjen juvelvingar. Inga underarter finns listade i Catalogue of Life.